# NGC 6027A
NGC 6027A je spiralna galaktika u zviježđu Zmiji. 
Dio je Seyfertova seksteta.

## Vanjske poveznice
- (engl.) SEDS: NGC 6027
- (engl.) Hartmut Frommert: Revidirani Novi opći katalog
- (engl.) Izvangalaktička baza podataka NASA-e i IPAC-a
- (engl.) Astronomska baza podataka SIMBAD
- (engl.) VizieR
- (engl.) Auke Slotegraaf: NGC 6027 Deep Sky Observer's Companion
- (engl.) Courtney Seligman: Objekti Novog općeg kataloga: NGC 6000 - 6049